# Буторович, Дарко
Дарко Буторович (хорв. Darko Butorović; род. 12 августа 1970, Сплит) — хорватский футболист, правый защитник.

## Клубная карьера
Играть в футбол начал в молодёжной команде «Сплита». Профессиональную карьеру начал в 1992 году в «Хайдуке» из Сплита. В 1997 году отправился в Португалию, где присоединился к «Порту». Сезон 1998/1999 провёл в нидерландском клубе «Витесс». В следующем сезоне один матч сыграл за «Фаренсе» из португальской Примейра-лиги. В 2000 году вернулся в «Хайдук», где позже завершил карьеру футболиста.

## Карьера за сборную
Дебют за национальную сборную Хорватии состоялся в июне 1995 года в матче квалификации на чемпионат Европы 1996 против сборной Украины, заменив в первом тайме Звонимира Бобана. Его последний международный матч состоялся в июне 1997 года в матче Кубка Кирин против Турции. Всего Буторович за сборную провёл 3 матча.

## Достижения

### «Хайдук»
- Чемпион Хорватии: 1993/94, 1994/95, 2000/01
- Обладатель Кубка Хорватии: 1992/93, 1994/95, 2002/03
- Обладатель Суперкубка Хорватии: 1993, 1994

### «Порту»
- Чемпион Португалии: 1997/98